# 陆剑明
陆剑明（英語：Jamie Luk，1956年2月20日—），香港导演、演员、编剧。導演代表作為《褲甲天下》和《月黑風高》。現已移居加拿大開班教電影課。

## 影视作品

### 电影
- 草莽英雌 飾 練靶場警員
- 鐵血騎警 飾 Uncle陸
- 廟街十二少 飾 細馬
- 人肉叉燒包II之天誅地滅 飾 阿輝
- 性在夠辣 飾 大塊頭
- 監獄風雲 飾 獄警
- 監獄風雲II逃犯 飾 獄警
- 五億探長雷洛傳 飾 細馬哥
- 廟街十二少 飾 細馬哥

## 奖项
| 年份   | 頒獎典禮            | 獎項     | 獲提名         | 結果 |
| ------ | ------------------- | -------- | -------------- | ---- |
| 1986年 | 第5屆香港電影金像獎 | 最佳編劇 | 陸劍明、鄧榮銾 | 獲獎 |